# Giovanni Codrington
Giovanni Orlando Codrington (Paramaribo, 17 juli 1988) is een Nederlandse atleet, die zich heeft gespecialiseerd op de sprint. Hij nam eenmaal deel aan de Olympische Spelen. Codrington is lid van Groningen Atletiek.

## Loopbaan
Zijn grootste succes behaalde Codrington op de Europese kampioenschappen van 2012 in Helsinki, waar hij samen met Brian Mariano, Patrick van Luijk en Churandy Martina kampioen werd op de 4 × 100 m estafette in een Nederlands record van 38,34 s.
Een jaar later maakte hij op de Olympische Spelen in Londen deel uit van de Nederlandse ploeg op de 4 × 100 m estafette. Met een tijd van 38,29 in de kwalificatieronde, een verbetering van het nationale record in Helsinki, plaatste het team zich voor de finale. Daar liep de ploeg 38,39, hetgeen goed was voor een zesde plaats overall. De wedstrijd werd gewonnen door de Jamaicaanse estafetteploeg, die met Usain Bolt als slotloper het wereldrecord verbeterde tot 36,84.

## Kampioenschappen

### Internationale kampioenschappen
| Onderdeel | Titel             | Jaar |
| --------- | ----------------- | ---- |
| 4 x 100 m | Europees kampioen | 2012 |

### Nederlandse kampioenschappen
Outdoor
| Onderdeel | Jaar |
| --------- | ---- |
| 100 m     | 2017 |

Indoor
| Onderdeel | Jaar       |
| --------- | ---------- |
| 60 m      | 2014, 2015 |

## Persoonlijke records
Outdoor
| Onderdeel | Prestatie | Datum        | Plaats   |
| --------- | --------- | ------------ | -------- |
| 100 m     | 10,29 s   | 17 juli 2014 | Mannheim |
| 200 m     | 21,02 s   | 9 juni 2012  | Leiden   |

Indoor
| Onderdeel | Prestatie | Datum            | Plaats    |
| --------- | --------- | ---------------- | --------- |
| 60 m      | 6,70 s    | 27 februari 2016 | Apeldoorn |

## Palmares

### 60 m indoor
- 2009:  NK indoor - 6,81 s
- 2010:  NK indoor - 6,88 s
- 2011:  NK indoor - 6,78 s
- 2012:  NK indoor - 6,83 s
- 2014:  NK indoor - 6,76 s
- 2015:  NK indoor - 6,74 s
- 2016:  NK indoor - 6,70 s
- 2017:  NK indoor - 6,72 s

### 100 m
- 2005:  EYOF - 10,71 s
- 2006: 6e WJK - 10,82 s
- 2010:  NK - 10,60 s
- 2011:  NK - 10,50 s
- 2012:  NK - 10,51 s
- 2014:  NK - 10,43 s
- 2015: 9e FBK Games - 10,48 s
- 2015: 4e Gouden Spike - 10,46 s
- 2016: 5e NK - 10,57 s (+1,3 m/s)
- 2017: 8e Golden Spike Ostrava - 10,51 s (-0,3 m/s)
- 2017:  NK - 10,42 (+1,1 m/s)

### 4 × 100 m
- 2005:  EYOF - 41,77 s
- 2012:  EK - 38,34 s (NR)
- 2012: 6e OS - 38,39 s (in kwal. 38,29 = NR)
- 2014: DNF B-fin. World Athletics Relays in Nassau (in serie 38,52 s)
- 2015: 7e B-fin. World Athletics Relays in Nassau - 39,41 s (in serie 39,14 s)
- 2016: 4e EK - 38,57 s
- 2017: DNF World Athletics Relays in Nassau (in serie 38,71 s)